# 青木信光 (作家)
青木 信光（あおき しんこう（本名はのぶみつ）、1932年 - 2006年4月15日）は、東京出身の性文学研究者。
1965年に、小倉清三郎ら相対会の『医学カード』を刊行してミリオンセラーとなる。以降、相対会、高橋鉄の生活心理レポート、古今東西のポルノを編纂、刊行した。それらはくり返し形を変えて刊行されている。

## 著書
- 絵とき風流江戸小ばなし ハレンチ・ブック （双葉新書 1968年）
- 性の美学 （綜合図書 1969年）
- おんなと男のパズル 下半身にも効く頭の体操 （双葉新書 1969年）

## 翻訳など
- エロスの空想 浮世絵ぬり絵遊び （三崎書房 1967 年）
- 女悦交悦 女をよろこばす中国のテクニック （綜合図書 1970年）
- 絵入 肉蒲団 ポルノ劇場 戯曲中国艶書 （共栄書房 1972年）
- 絵入 金瓶梅 ポルノ劇場 戯曲中国艶書 （共栄書房 1972年）
- 中国秘苑 初めて公開する中国の作法 （綜合図書 1973年）
- 愛経 性典・カーマ・スートラ （参玄社 1973年）

## 編纂
- 赤い帽子の女 黙陽（芥川龍之介？、図書出版美学館 1980年）
- 或る女 悦楽記 （黙陽生 図書出版美学館 1981年）
- 女流楽人の追憶 歓楽記 （W.S.デヴリエント（相対会訳）図書出版美学館 1981年）
- ウーマンハードコア 悪女のセックス （図書出版美学館 1981年）
- 或る女 その2-12 （図書出版美学館 1981年-1982年）
- 閨房漫筆 淫述記 （陽炎生,共鳴生 図書出版美学館 1981年）
- 北京性史 （図書出版美学館 1981年）
- 末摘花 浮世絵・川柳 （図書出版美学館（世界・愛のライブラリー） 1981年）
- 悪魔妖書 part 1-2 （高橋鉄 図書出版美学館（高橋鉄生心レポート） 1981年-1982年）
- 発禁図書 1-10号館 （図書出版美学館 1981年-1982年）
- 秘本図書館 1-4 （図書出版美学館 1982年）
- 或る女 別館 （図書出版美学館 1982年）
- 秘本図書館 海外版 1-2 （図書出版美学館 1982年）
- 桃源華洞 相対会研究報告書 （竜王山人 図書出版美学館 1982年）
- 好いおんな 1-20 （図書出版美学館（大正・昭和地下発禁文庫） 1982年-1983年）
- 濡れた女 高橋鉄性心レポート　1-13 （図書出版美学館 1982年-1983年）
- 私は蚤である 蚤の自叙伝 （図書出版美学館（発禁図書海外版） 1982年）
- ツルー・ラヴ 恋の真相 （図書出版美学館 1982年）
- 発禁図書 浮世絵編 1-2 （図書出版美学館 1982年）
- 好色の女 1-10 （図書出版美学館（文化文政江戸発禁文庫） 1983年）
- あたしのプーペ 1-4　（図書出版美学館（発禁図書 海外編） 1983年）
- 熱い肌 （図書出版美学館（現代密造本） 1983年）
- 好色秘画草子 （図書出版美学館（幻作文庫） 1983年）
- 色道禁秘抄 （大極道有長 図書出版美学館 1983年）
- おんなの景色 1-5 （図書出版美学館（大正・昭和好色文庫） 1983年）
- 玄庵道中記 山陰編 （図書出版美学館（幻作文庫） 1983年）
- 医学カード 性のデザイン篇 （図書出版美学館 1983年）
- 好色の女 別巻 （図書出版美学館（文化文政江戸発禁文庫） 1983年）
- 田原安江 相対会発禁図書館　（図書出版美学館（幻作文庫） 1983年）
- 好色図書館 巻の1-17 （現代書林 1983年-1984年）
- 幻作発禁珍籍文庫 全34巻 （浜書房 1984年）
- のぞき・きき・ぶんこ 全3巻 （浜書房 1984年）
- 大正・昭和幻作発禁耽美文庫 全2巻 （浜書房 1984年）
- 徳川元禄禁令版錦絵戯作絵本　1-3 （ミリオン出版 1986年）
- 慾火焚身 上海魔都文学 （中国稀書研究会 大陸書房 1986年）
- 三文治 上海魔都文学 （中国稀書研究会 大陸書房 1986年）
- マルゲリーテ 欧羅巴禁書1 （桃園書房 1986年）
- 未発表裏文化選書 （フランス書院文庫　1987年-1989年）
- ：秘姦、秘獣、秘辱、熟肌、濡蜜、淫襞、媚唇、牝肉、痴戯、柔壷、堕淫記、悶姦記、淫露、悦肉記、淫姦、陰華、邪姦、禁虐、濡姦戯、悦戯、恍惚戯
- 昭和禁秘抄 1 （ベストセラーズ 1990年）
- 欧羅巴禁書 （ベストセラーズ 1991年）
- 大正禁秘抄 乱れ雲/阿部お美津 （ベストセラーズ 1991年）
- 浪漫文庫 幻の艶書　第1-4巻 （創造集団 1992年）
- 秘本図書館  甦る幻の性書　1-20 （ベストセラーズ（ワニ文庫） 1995年-1998年）
- 昭和禁書官能文学館 第1-7巻 （ダイナミックセラーズ出版 1995年-1996年）
- 秘本図書館デラックス 闇からの贈りもの 秘本・秘画・秘写真満載! （ベストセラーズ 1996年）
- 新秘本図書館　1-5 （ベストセラーズ（ワニ文庫） 1998年-1999年）
- 発禁文学館 いま甦る許されざる性の蔵書 （ベストセラーズ（ワニ文庫） 1999年）
- 発禁文学館 1-6 （ベストセラーズ（ワニ文庫） 2000年）
- ヨーロッパ艶書 王妃の淫姦記 （ワニマガジン新書 2000年）
- 官能文学館 （フランス書院文庫 2002年）
- 秘本傑作選 いま甦る闇の性文学　1-3　（ベストセラーズ（ベストロマン文庫） 2003年）
- 濃密文庫 幻作発禁　全10巻 （浜書房 2006年 - 2007年）
- 美学文庫 幻作珍籍　第1-8巻 （ダイナミックセラーズ出版 2007年 - 2008年）